# Prenomi sardi

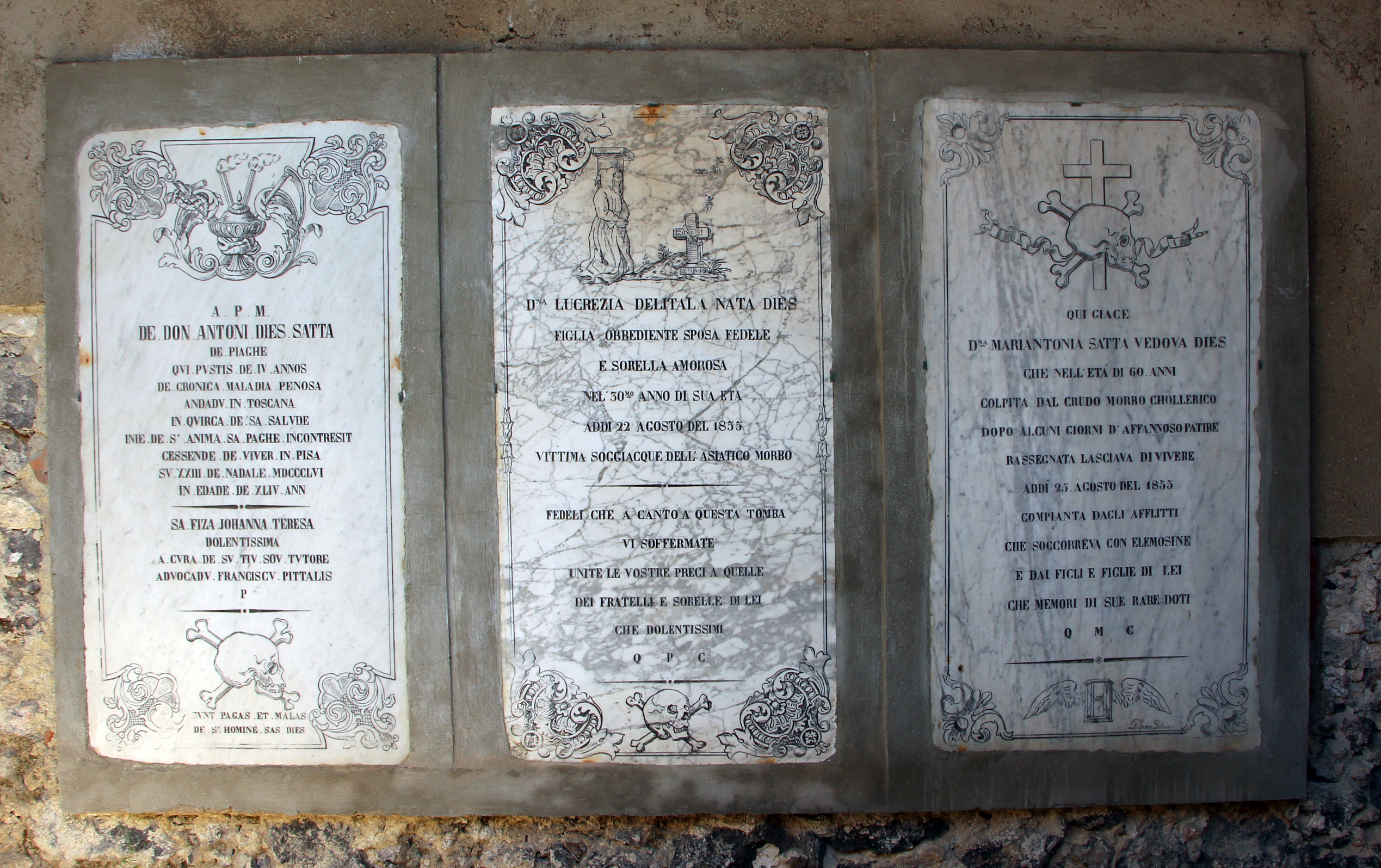
Cimitero storico di Ploaghe. Si noti, nella lapide in lingua sarda risalente alla seconda metà dell'Ottocento, l'impiego di alcuni pronomi storici sardi (Antoni, Johanna Teresa, Franciscu); si noti anche come tali pronomi siano assenti nelle vicine lapidi in lingua italiana, a testimonianza del processo di deriva linguistica.

Questa è una lista di prenomi storici specifici della Sardegna, di lingua sarda.

## Maschili

### A
- Alessi (it. Alessio)
- Ambrosu (it. Ambrogio)[2]
- Amsìcora, Ampsìcora*[3]
- Andria (it. Andrea)[4][5]
- Anniccu (it. Giovannicco)[5]
- Ànghelu, Àngiulu (it. Angelo)[4]
- Antine, Bantine, Costantinu, Costantzinu (vedi Gosantine; it. Costantino)[6][7][8][9]
- Antiogu, Antriocu, Antiocu (it. Antioco)[10][11]
- Antoni (it. Antonio)[12][13]
- Austu, Austinu (it. Augusto, Agostino)[14]
- Asile (anche Basile, Basille, Asille, Baillu, Basili; it. Basilio)[15][16]
- Arennera (it. Avendrace)[17]

### B
- Bainzu, Baìngiu bagaizollu (anche Gabine, Gavinu; it. Gavino)[18]
- Barisone, Barusone[19]
- Barore (anche Batore, Foricu, Sarbadore, Bobore, Totore; it. Salvatore)[20]
- Basili o Basile (it. Basilio)[21]
- Batista (anche Bista, it. Battista)[21]
- Bennardu (anche Berenardu, Brennardu it. Bernardo)[21]
- Bertu (anche Berteddu, Bertinu, Albertu it. Alberto)[21]
- Biasu (anche Fiasu, Brai; it. Biagio)[21][22]
- Billia (corrisponde al nome Giovanni Maria)[23][24]
- Biglianu, (anche Bibianu, Zulianu, Zillianu),  (it. Giuliano)[25]
- Bissente (anche Pissente, Missente, Pitzente, Fitzente, Pissenti; it. Vincenzo)[20]
- Bobore (it. Salvatore)[26]
- Boboreddu (it. Salvatorino)[26]
- Bonaentura (anche Bentura, Bintura; it. Bonaventura)[20]
- Bustianu (diminutivo in sardo di Serbestianu, anche Subustianu, Tatanu, Petanu, Pitanu, Tanu it. Sebastiano)[20]

### C
- Càrule, Càrolu, Càralu, Carolinu, Gàralu, Carlus (it. Carlo)[21]
- Chiccánzelu (it. Francescangelo)[27]
- Cicciu (anche Frantsìzicu, Tzitzu, Franciscu, it. Francesco)[21]
- Còsomo, Còsimu, Còsumu, Cosomeddu (anche Cosma, Gorme; It. Cosma, Cosimo)[21]
- Càrmine (anche Càrminu, Carmeu, Carmu, Cramu, Crammu, it. Carmelo)[21]
- Cocheddu (Antioco)
- Coluccio (Niccolò)
- Cicone, Zicone (Francesco)

### D
- Diegu (anche Diecu, it. Diego)[21]
- Domìnigu, Domìnicu, Duminiche (it. Domenico)[28]
- Dore (it. Salvatore)[29]

### E
- Efis (it. Efisio)
- Emanuelli, Manuelli (it. Emanuele)
- Milianu (it. Emiliano)

### F
- Federiccu (anche Chiccu o Fideli, it. Federico)
- Firippu, Zilippu (anche Filippu, it. Filippo)[30]
- Frantziscu, Franciscu, Franchiscu (it. Francesco)[21][31][32][33][34]

### G
- Gaine (anche Gavine, Gabinzu, Bainzu, Baìngiu; it. Gavino)[21]
- Giorzi (anche Giogli, Giolzi, Giorghi, Zorzi, Zorji, Giordi (cat. Jordi), Iroxi; it. Giorgio)[35]
- Giròmine, Gironi, Zerominu (anche Ziròmine; it. Girolamo, Gerolamo)[36]
- Giuanne (anche Juanne, Jubanne, Zuanne, Zubanne, Zuanni, Giuanni; it. Gianni, Giovanni)[23]
- Gòsamu (it. Cosimo, Cosma)[37][38][39]
- Gratzianu (it. Graziano)

### I
- Iostu (Iosto o Josto)
- Iloches, Enoches (Enoch)
- Improddu (it. Ambrogio)[40]
- Innàssiu, Innàtziu, Ignàtziu (anche Nàtziu; it. Ignazio)[21][41][42][43][44]
- Istèvene (it. Stefano)

### J
- Jubanne (anche Juanne, Giuanne, Giuanni, Zuanne, Zubanne; it. Gianni, Giovanni)[21]
- Jacu (anche Giagu, Zacu, Giacu, Giàime; it. Giacomo)[21]

### L
- Larentu (anche Larenzu, Larentzu, Lorentzu; it. Lorenzo)[21]
- Lenardu (anche Nenardu, Leunardu, Nenaldu; it. Leonardo)[21]
- Lutziferru (anche Lusbèl, Lutzeddu; it. Lucifero)[45]
- Luisi, Luisu (anche Luisicu; it. Luigi)[21][46]

### M
- Marcu (it. Marco)[47][48]
- Marighe (anche Mariche; it. Maurizio)[49]
- Martine (anche Martinu, Martini; it. Martino)[50]
- Màriu (it. Mario)[51]
- Mateu (it. Matteo)[52]
- Maurìtziu (it. Maurizio)[49]
- Màuru (it. Mauro)[49][53][54]
- Mertzioru, Merzioro (it. Melchiorre)[55]
- Mialinu (it. Michelino o Michelangelo)[56]
- Micheli, Miale (anche Migheli, Micali, Miabi, Miali; it. Michele)[49]

### N
- Nàtziu (anche Nànsiu, Nàssiu; it. Ignazio)[57]
- Nigola, Nicolau (it. Nicola)[58]

### P
- Pascale (anche Pascali; it. Pasquale)[59]
- Pàulu (it. Paolo)[60]
- Pettanu (it. Sebastiano)
- Pedru (anche Predu, Perdu; it. Pietro)[61][62]
- Portolu (anche Popollu, Bèrtolu, Bertu, Bertumeu, Meu, Pepollu; it. Bartolomeo)[63]

### R
- Remundu (anche Arremundu; it. Raimondo)[64][65]

### S
- Sadurru (it. Saturnino)[66][67]
- Sarbadore (anche Sarbadori, Sevadore, Bobore, Badore, Doddore, Billoi, Biroe, Bòrore, Baròre, Borìccu, Foricu; it. Salvatore)[68]*[26][69]
- Sisinni (it. Sisinnio)

### T
- Tanielle (anche Daniele, Tanièbi, Tanièli; it. Daniele)[70]
- Teodoru (anche Tiadoru, Tèderu, Diadoru; it. Teodoro)[71]
- Tilipu (it. Filippo)[72]
- Tomasu (anche Masu, Tomas; it. Tommaso)[73]
- Totoi (it. Giovanni Antonio)[23]

### U
- Umbrosu (it. Ambrogio)[40]

### Z / TZ
- Zìliu (it. Egidiu)[74]
- Zorzi (anche Giorghi, Iroxi, Zorju o Zorji; it. Giorgio)[35][75]
- Zuanniccu (it. Giovannicco)[5]
- Zùliu (it. Giulio)[74]
- Zusepe, Zosepe, Zosepeddu, Peppe, Tzuseppe (it. Giuseppe)[76][77]

## Femminili

### A
- Aleni, Alene, Alenixedda (it. Elena)[78]
- Angiula (Angela)
- Annicca (it. Giovannicca)[5]
- Antona, Antonedda, Antonietta (it. Antonia, Antonietta)[13]
- Alisandra (it. Alessandra)
- Arega (it. Greca)

### B
- Bigliàna (it. Giuliana)
- Bàrbara, Barbaredda, Brabara (it. Barbara)[79]
- Bobora (it. Salvatora)[26]
- Boboredda (it. Salvatorina)[26]

### C
- Catalina (anche Caderina, Cadirina, Catina, Callina; it. Caterina)[80]
- Callina (it. Caterina)[80][81]

### D
- Dora (it. Salvatora)[29]

### E
- Elene, Elenedda (it. Elèna)[78]
- Elisabetta (anche Betta, it. Elisabetta, Lisetta)[82]

### F
- Frantzisca, Frantzischina, Frantzischedda (it. Francesca)[34]

### G
- Gràssia/Gratzia (it. Grazia)[39][83][84]
- Grassiedda/Gratziedda (anche Grassieta; it. Graziella)[39]
- Grassianna/Gratziana (it. Graziana)[39]

### L
- Lughia, Luxia (it. Lucia)[85]
- Lughe (anche Luxi, Luchia; it. Luce, Lucia)[86]

### M
- Mallena (it. Maddalena)
- Maria Orrosa (it. Maria Rosa)
- Mariànzela (anche Mariàngela)[87]
- Marta
- Martedda

### N
- Noemi
- Nina (anche Beninnia, it. Benigna)

### P
- Pilimmedda (it. Priama)
- Pasqualina

### Z / TZ
- Zuannicca (it. Giovannicca, Giovanna)[5]
- Zìlia (it. Egidia)[74]
- Zùlia (it. Giulia)[74]